# Ginés Jesús Hernández
Ginés Jesús Hernández y Martínez, in religione padre Sergio María, conosciuto dai suoi fedeli come papa Gregorio XVIII (Mula, 1º luglio 1959), è un religioso spagnolo.
Papa della Chiesa cattolica palmariana, si è dimesso il 22 aprile 2016 per passare a vita laicale e sposarsi, abbandonando in aperta critica il movimento e venendo immediatamente scomunicato dal suo successore. È il primo e unico papa palmariano ad oggi a essersi dimesso in carica, riconciliandosi con la Chiesa cattolica romana.

## Biografia
Originario di Mula, già seminarista della diocesi cattolica di Toledo ed ex militare di simpatie franchiste e carliste, era definito intransigente per quanto riguarda l'osservanza dottrinaria della setta.
Ordinato sacerdote e consacrato vescovo il 2 dicembre 1984, divenne noto nella comunità palmariana col nome di padre Sergio Marìa. Fedelissimo di Pietro II, ha scalato le gerarchie della Chiesa palmariana divenendo Segretario di Stato e braccio destro di Corral durante il suo sessennale pontificato, tanto da essere indicato futuro papa palmariano dal suo stesso predecessore nel 2010.

### Pontificato
Alla morte di Corral, Sergio María viene dunque nominato papa proprio come indicato dal suo predecessore. Sceglie quale suo sigillo l'immagine di Cristo presente sulla Sindone di Torino.
Quale primo atto del suo pontificato ha canonizzato il predecessore Pietro II, convocando poi - alla fine del 2011 - il II Concilio della Chiesa palmariana, aperto a Palmar de Troya il 6 gennaio 2012, e promulgando per l'intero 2012 l'Anno santo palmariano. Negli anni, pur difendendo il rigore degli insegnamenti della chiesa palmariana, ha concesso una maggiore elasticità sulle ristrettezze imposte ai fedeli, consentendo a chi lo desiderasse di fumare e andare al cinema (sempre comunque tenendo presente quanto prescrive la religione palmariana in materia cinematografica).
Gregorio XVIII ha poi assegnato una data fissa alla Pasqua, da celebrarsi il 27 marzo di ogni anno, indipendentemente dai calcoli lunari e dal giorno della settimana.
Ha rinunciato al papato il 22 aprile 2016, abbandonando anche l'Ordine religioso palmariano per iniziare una nuova vita secolare fuori dalla Chiesa insieme ad una compagna, Nieves Triviño, con la quale si è sposato con rito civile pochi mesi dopo. Il giorno dopo è stato eletto come suo successore Pietro III, il quale nella sua prima enciclica lo ha a sua volta scomunicato dalla Chiesa palmariana, definendolo apostata.
In seguito si è riconciliato con la Chiesa cattolica.

### Vicende giudiziarie
Il 10 giugno 2018, assieme alla moglie, ha scalato le alte mura che circondano la cattedrale di Palmar de Troya, mascherato e armato. Un vescovo dell'organizzazione palmariana, dopo aver scoperto la coppia, ha dato l'allarme e si è personalmente impegnato in uno scontro corpo a corpo coi due, nel quale Hernández uscì pesantemente ferito da un colpo di pugnale al petto, mentre la moglie e il vescovo riportarono solo ferite lievi. Arrestato dalle autorità spagnole il 13 giugno successivo, Hernández e la moglie sono stati accusati di "rapina a mano armata con circostanze aggravanti" dato l'astio evidente che intercorreva tra la sua persona e la Chiesa palmariana. Dopo un interrogatorio iniziale, entrambi i coniugi sono stati arrestati, e in seguito condannati a 6 e 5 anni di carcere (la detenzione è stata tuttavia sospesa con la condizionale) e ad un risarcimento economico.

## Genealogia episcopale (non riconosciuta dalla Chiesa Cattolica)
La genealogia episcopale è:
- Patriarca Eliya XII Denha
- Patriarca Youhanan VIII Hormez
- Vescovo Isaie Jesu-Yab-Jean Guriel
- Arcivescovo Augustin Hindi
- Patriarca Joseph VI Audu
- Patriarca Pierre Elie XII Abboloyonan
- Patriarca Yosep Emmanuel II Thoma
- Vescovo François David
- Vescovo Antonin Drapier
- Arcivescovo Pierre Martin Ngô Đình Thục
- Papa Gregorio XVII
- Papa Gregorio XVIII